# Krekó Péter

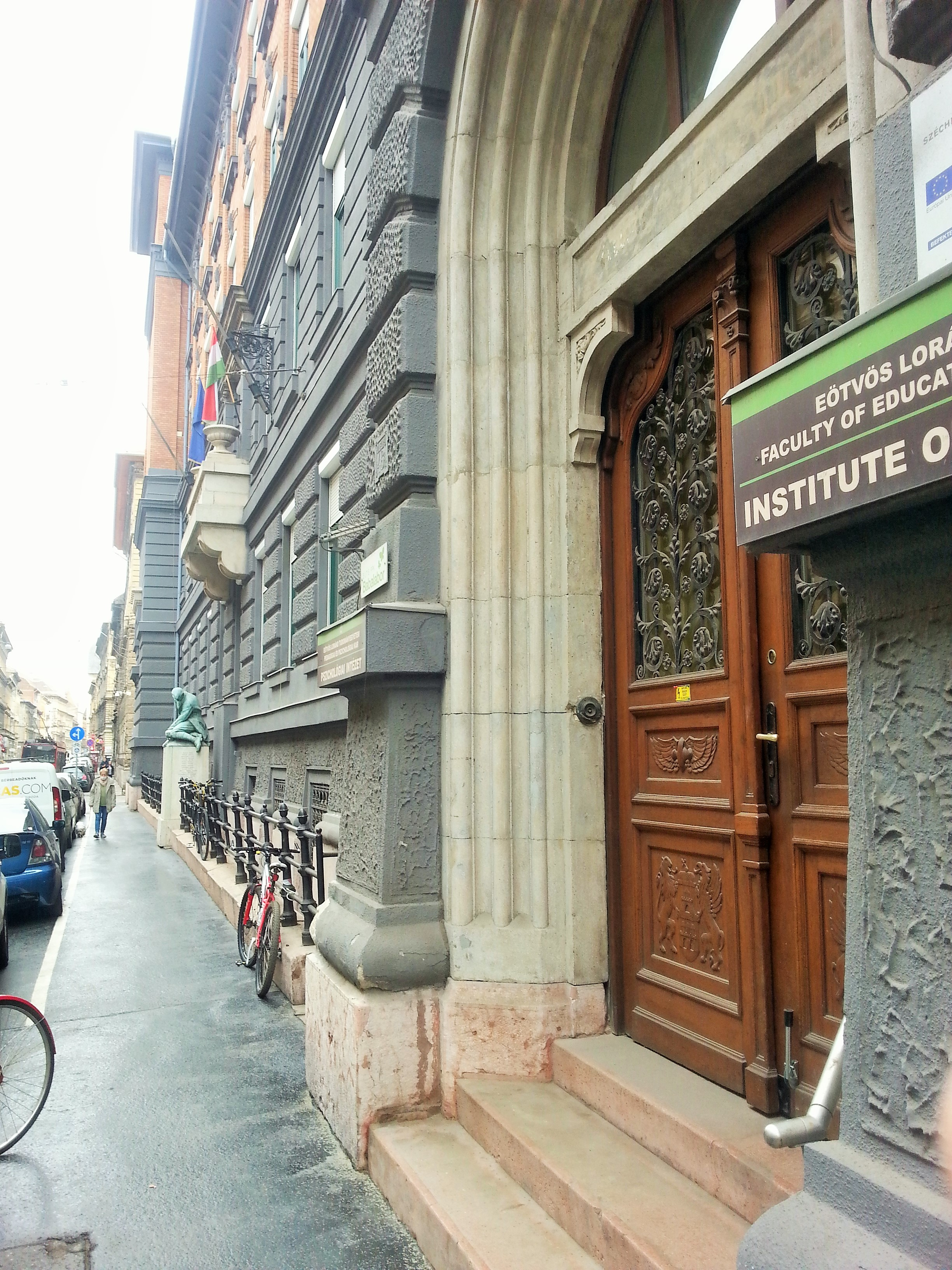
2005 óta az ELTE Pedagógiai és Pszichológiai Kar tanára

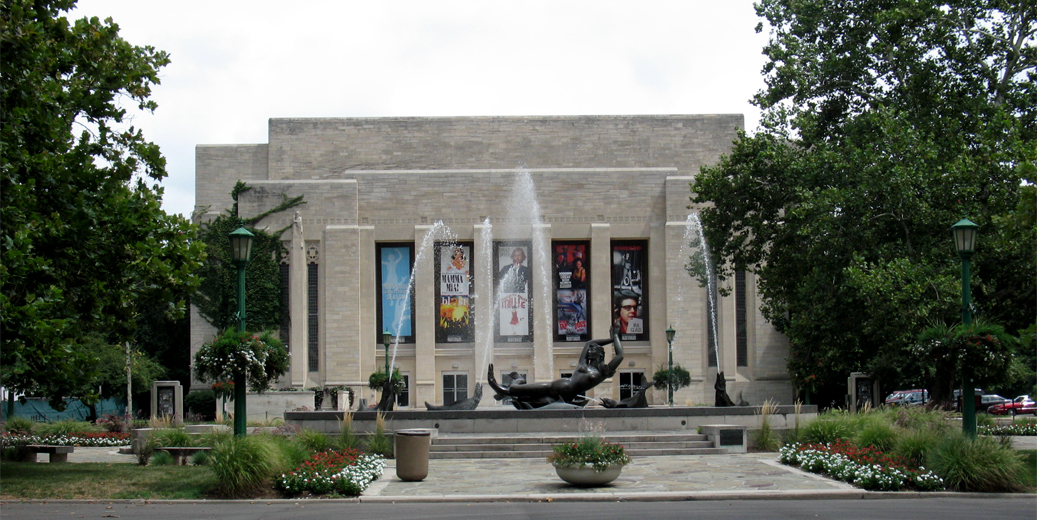
2016–2017-ben Fulbright-ösztöndíjas vendégoktató volt az Egyesült Államokban, az Indianai Egyetem Közép-eurázsiai Tanulmányok Tanszékén.

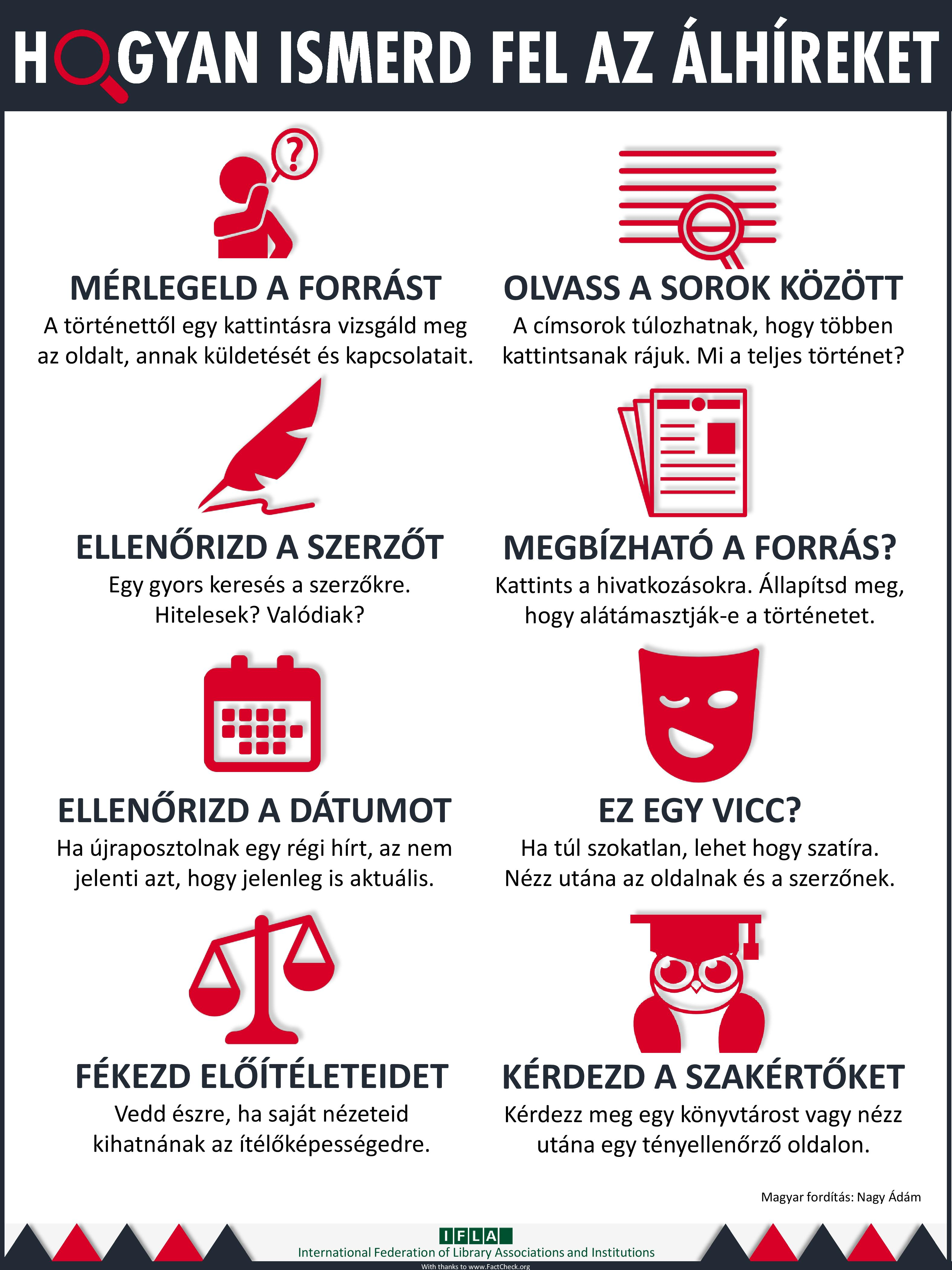
Hogyan ismerd fel az álhíreket

Krekó Péter (Budapest, 1980. március 20. –) politikai pszichológus, politológus, habilitált egyetemi docens az Eötvös Loránd Tudományegyetemen. A Political Capital Institute Igazgatója, vezető külső kutató a washingtoni Center for European Policy Analysis think-tanknél.

## Életpályája
Szülei ifj. Krekó Béla és dr. Kupa Ildikó közgazdászok voltak. Nagyapja id. Krekó Béla matematikus közgazdász, nemzetközileg ismert, iskolateremtő matematikus volt. Testvére, Judit, szintén közgazdász. „Összeesküvés-elmélet mint kollektív motivált megismerés” című PhD-értekezését a Eötvös Loránd Tudományegyetemen a pszichológiai tudományok tudományágban 2014-ben védte meg. Az MTMT adatbázisban 137 publikációját közölték. Az Eötvös Loránd Tudományegyetem Pszichológiai Doktoriskola témavezetője. Kutatási területei: összeesküvés-elméletek, álhírek, politikai populizmus és extremizmus, orosz soft power befolyás, csoportközi konfliktusok. Jelenlegi kutatásainak a tudományága: pszichológiai tudományok, politikatudományok. További kutatási témái a dezinformáció és ennek kapcsolata az orosz és kínai sharp power befolyással, illetve az európai populizmussal és radikalizmussal.

## Szakmai, közéleti tevékenysége
- 2010–2014 Tanársegéd, Eötvös Loránd Tudományegyetem PPK Társadalom-és Neveléslélektan Tanszék
- 2015–2020 Adjunktus, Eötvös Loránd Tudományegyetem PPK Szociálpszichológia Tanszék
- 2021– Egyetemi docens Eötvös Loránd Tudományegyetem PPK Szociálpszichológia Tanszék
- 2010– A Political Capital Institute kutatási igazgatója.[8]
- 2003– Political Capital Institute elemzője
- 2005– ELTE PPK, óraadó
- 2005– ELTE PPK Pszichológiai Doktori Iskola hallgatója
- 2011– Political Capital Institute igazgatója
- 2012–2015 között az EU Radikalizáció-Megelőző Hálózat PREVENT munkacsoportjának társelnöke
- 2016–2017 között Fulbright-ösztöndíjas vendégoktató volt az Egyesült Államokban, az Indianai Egyetem Közép-eurázsiai Tanulmányok Tanszékén.
- 2018–2019-ben vendégkutatóként dolgozott az Institute for Human Sciences (IWM) és az Erste Foundation Europe’s Futures programjában. A Political Capital tulajdonosa. Két könyv szerzője: a Tömegparanoia tudományos ismeretterjesztő stílusban mutatja be az álhírek és összeesküvés-elméletek szociálpszichológiai működésmódját. A könyv a bookline 2018 februári toplistáján szerepelt, és az Aranykönyv szavazás döntőse lett. és módosított formában újra is nyomta az Atheneaum Kiadó, Tömegparanoia 2.0. címmel. A Juhász Attilával közösen írt, az Ibiden Verlag és a Columbia University Press által terjesztett The Hungarian Far Right pedig a hazai szélsőjobboldal rendszerváltás utáni politikáját elemzi.

## Legfontosabb publikációi
- Web of Science 10 tanulmányát közölte. h-index 4. Átlagos idézetek tételenként 7. Független idézetek száma 68.[9]
- Faragó Laura-Ferenczy-Nyúl Dávid- Kende-Anna-Krekó Péter-Gurály, Zoltán: Criminalization as a justification for violence against the homeless in Hungary. JOURNAL OF SOCIAL PSYCHOLOGY 161 Paper: OnlineFirst. 15 p. (2021) [10]
- Kende-Anna-Krekó Péter: Xenophobia, prejudice, and right-wing populism in East-Central Europe. CURRENT OPINION IN BEHAVIORAL SCIENCES 34 pp. 29–33. 5 p. (2020)
- Countering conspiracy theories and misinformation. In: Butter, M; Knight, P (szerk.) Routledge Handbook of Conspiracy Theories. Abingdon, Egyesült Királyság / Anglia : Routledge, (2020) p.[11]
- Faragó-Laura-Kende, Anna-Krekó, Péter: We only Believe in News that We Doctored Ourselves: The Connection between Partisanship and Political Fake News. SOCIAL PSYCHOLOGY 51. 2 pp. 77–90. 14 p. (2020)[12]
- Faragó Laura-Ferenczy-Nyúl Dávid-Kende Anna-Krekó Péter: A hajléktalanokkal szembeni erőszak elfogadhatóságát meghatározó tényezők (2019). ÖSSZETART A SOKSZÍNŰSÉG, A Magyar Pszichológiai Társaság XXVIII. Országos Tudományos Nagygyűlése, Debreceni Egyetem Bölcsészettudományi Kar Pszichológiai Intézet.
- Russia in Hungarian public opinion. In: Tóth István György (szerk.) Hungarian Social Report 2019.Budapest, Magyarország. Tárki Társadalomkutatási Intézet Zrt., (2019) pp. 358–371. 16 p.[13]
- Faragó Laura-Kende Anna-Krekó Péter: Az erőszak támogatásának pszichológiai meghatározói fizikailag és szimbolikusan fenyegető csoportok esetén. In: Lippai, Edit (szerk.) Összetart a sokszínűség. A Magyar Pszichológiai Társaság XXVIII. Országos Tudományos Nagygyűlése kivonatkötet. Budapest, Magyarország, Magyar Pszichológiai Társaság (2019) 319 p. pp. 75–76. 2 p.
- Faragó- Laura-Ferenczy-Nyúl Dávid-Kende Anna-Krekó Péter: A hajléktalanokkal szembeni erőszak elfogadhatóságát meghatározó tényezők. In: Lippai Edit (szerk.) Összetart a sokszínűség. A Magyar Pszichológiai Társaság XXVIII. Országos Tudományos Nagygyűlése kivonatkötet. Budapest, Magyarország. Magyar Pszichológiai Társaság (2019) 319 p. pp. 75–75. 1 p.
- Krekó Péter-Molnár Csaba-Rácz András: Mystification and demystification of Putin’s Russia: Research summary: 26 p. (2019) Budapest. Political Capital Policy Research and Consulting Institute Kiadó.[14]
- Faragó Laura-Kende, Anna-Krekó Péter: Justification of intergroup violence – the role of right-wing authoritarianism and propensity for radical action. DYNAMICS OF ASYMMETRIC CONFLICT: PATHWAYS TOWARD TERRORISM AND GENOCIDE 12. 2 pp. 113–128. 16 p. (2019)[15]
- The relationship between populist attitudes and support for political violence in Hungary and Poland. Paper. (2018) [16]
- Tömegparanoia: Az összeesküvés-elméletek és álhírek szociálpszichológiája. Budapest, Magyarország, Athenaeum Kiadó (2018) , 350 p.
- Péter Krekó-Attila, Juhász: The Hungarian Far Right: Social Demand, Political Supply, and International Context. Stuttgart, Németország. Ibidem-Verlag (2017) 260 p.
- Conspiracy Theory as Collective Motivated Cognition. In: Bilewicz, M; Cichocka, A; Soral, W (szerk.) The Psychology of Conspiracy. London, Egyesült Királyság. Routledge. (2015) pp. 62–75., 8 p.

## Videófelvételek
- Új Egyenlőség. Krekó Péter: Mik az összeesküvés-elméletek? Mi a populizmus? – Youtube.com, Közzététel: 2019. június 22.
- Vírusklub. Krekó Péter. Miért szeretjük az összeesküvés elméleteket? – Youtube.com, Közzététel: 2013. június 26.
- Krekó Péter. Tudomány a kocsmában. - Az összeesküvés elméletek és az álhírek társadalom-lélektana – Youtube.com, Közzététel: 2019. február 27.
- ATV. Egyenes beszéd. Mráz Ágoston Sámuel és Krekó Péter. Vita a nemzetközi kapcsolatokról – Youtube.com, Közzététel: 2014. október 24.